# میا بروگارد
میا بروگارد (انگلیسی: Mia Brogaard؛ زادهٔ ۱۵ اکتبر ۱۹۸۱) بازیکن فوتبال اهل دانمارک است.
از باشگاه‌هایی که در آن بازی کرده‌است می‌توان به باشگاه فوتبال بروندبی اشاره کرد.
وی همچنین در تیم ملی فوتبال زنان دانمارک بازی کرده‌است.